# Ontogeneze
Ontogeneze (z řec. ών, ón = jsoucí a γένεσις, genesis = zrození, původ) znamená původ a vývoj jedince (organismu), a to v protikladu k fylogenezi, vývoji druhů. Ontogeneze obvykle začíná oplodněním vajíčka a vede k dospělé formě. Morfogeneze (z řec. μορφογενεσις = původ tvaru) a buněčná diferenciace jsou základní procesy ontogenetického vývoje organismu. Studium ontogeneze se zabývá jak vývojem embryonálním tak vývojem postnatálním. Různá odvětví evoluční biologie a fyziologie se zaměřují na ontogenetický vývoj.
Teorie, že ontogeneze rekapituluje fylogenezi (tak zvaný Haeckelův zákon), to znamená, že vývoj jedince přesně zrcadlí vývoj druhu, je dnes již překonaná. Faktem však stále zůstává, že mezi ontogenezí a fylogenezí existují vzájemné vztahy, které vysvětluje evoluční teorie.

## Charakteristika
Ontogeneze je proces, kterým prochází jedinec od splynutí pohlavních buněk až po dospělost. U jednotlivých druhů živých organizmů je tento proces velmi rozdílný.

## Ontogeneze živočichů

### Vývoj přímý a nepřímý
Rozlišujeme vývoj (vývin) přímý a nepřímý. Přímý vývin je typ ontogeneze, při němž se rodí mladý jedinec morfologicky i anatomicky již velmi podobný dospělci. Při vývinu nepřímém probíhá ontogeneze přes stadium larvy, která se více nebo méně liší od dospělce.
(Vývoj je tělesná proměna jednoho určitého druhu v rámci času. Zvykání na měnící se podmínky.)
U nepřímého vývoje se rozlišuje proměna dokonalá a nedokonalá, podle toho, zda se larva mění v dospělce přes stadium kukly.

### Embryonální vývoj

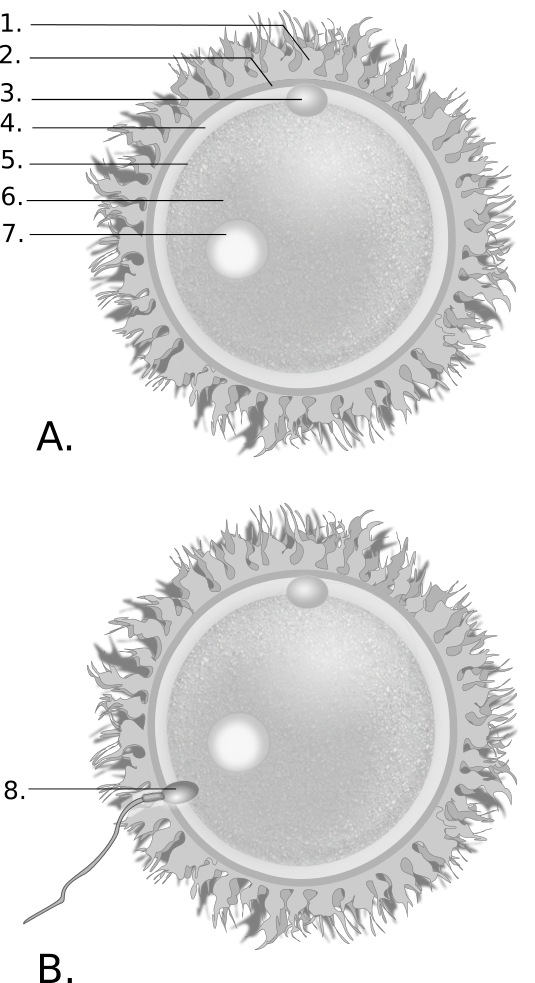
A – sekundární oocyt (II. řádu)
1. corona radiata; 2.zona pellucida; 3. polární tělísko; 4. perivitellinní prostor; 5. cytoplazmatická membrána (oolemma); 6. cytoplazma; 7. jádro; B – oplodnění
8. spermie

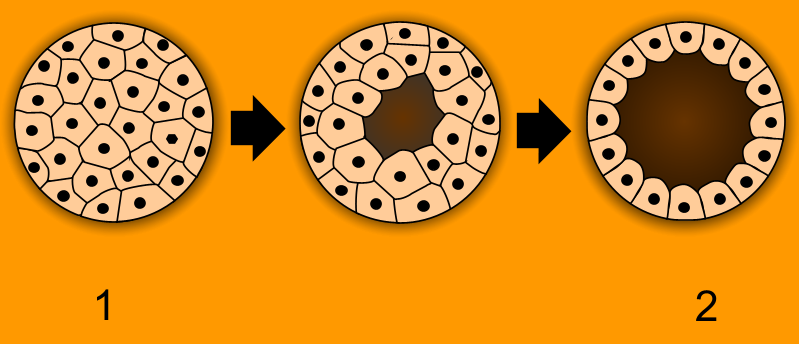
Blastulace. 1 - morula, 2 - blastula.

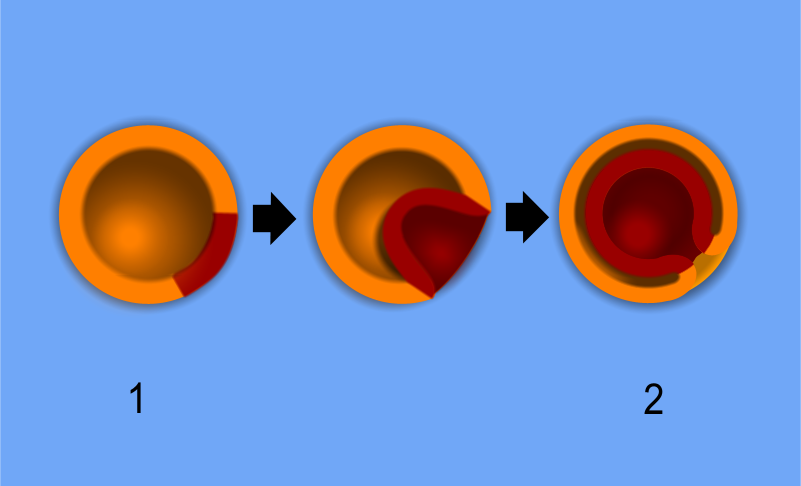
Gastrulace. 1 - blastula, 2 - gastrula; žlutá - ektoderm, červená - entoderm.

Vývoj jedince u živočichů začíná oplodněním vajíčka, přičemž splývá zralá samčí pohlavní buňka (spermie) se zralou samičí pohlavní buňkou (vajíčkem – oocytem). Za normálních okolností se v každé buňce těla (samozřejmě kromě pohlavních buněk), nacházejí chromozomy v párech. K dělení takovýchto buněk dochází způsobem nazývaným mitóza. Pohlavní buňky obsahují jeden chromozóm z každého páru (haploidní sada) a vznikají způsobem dělení nazývaným meióza. Splynutím pohlavních buněk (a jejich jader) je v oplodněném vajíčku obnovená výbava jádra s dvojicemi chromozomů (diploidní sada).
Oplodněné vajíčko se rychle dělí mitózami. Mezi dceřinými buňkami na povrchu vajíčka zůstávají charakteristické rýhy. Dělení oplodněného vajíčka se proto jinak také nazývá rýhování. Vývoj rýhujícího se vajíčka je možné popsat na příkladě obojživelníků. Po několika rýhovacích dělení vzniká shluk buněk, morula. Dalším dělením se morula mění na jednovrstvý dutý kulovitý útvar, blastulu. Jednovrstvová blastula se dále procesem zvaným gastrulace mění na dvojvrstvý zárodek, gastrulu. Vrstvami gastruly jsou vnější zárodeční list – ektoderm a vnitřní zárodeční list – entoderm. Nejjednodušší gastrulace probíhá vchlípením části buněk blastuly, invaginací. Vznikne dvouvrstvový útvar s malým otvorem jako pozůstatkem vchlípení. Tento otvor se nazývá blastoporus. Vzniklá dutina gastruly se nazývá prvostřevo – archenteron.
Po gastrulaci, kterou vznikly ektoderm a entoderm, se vyvíjí třetí zárodečný list – mezoderm. Nejjednodušší způsob jeho vzniku pozorujeme u obojživelníků. Buňky, které byly původně součástí povrchové vrstvy gastruly se nahromadí v oblasti blastoporu. Odtud se vsouvají mezi ektoderm a entoderm do oblasti budoucí zádové části zárodku. V střední čáře tohoto vysouvajícího se útvaru vzniká materiál budoucí struny hřbetní (chorda dorsalis). Buňky po jejích stranách tvoří vlastní mezoderm. Celý útvar se někdy nazývá chordomezodermální materiál. Struna hřbetní je u obojživelníků trvalým orgánem. U obratlovců se sice vyvíjí, ale jako celek se udrží jen dočasně po dobu embryonálního vývoje.
Mezoderm vytváří po vstupu mezi ektoderm a entoderm dvě hlavní oblasti. Podél hřbetní struny se člení na jednotlivé úseky nazývané segmenty – somity. Dále od chordy se toto členění vytrácí a mezoderm se štěpí na listy. Jeden z nich se přikládá k ektodermu a nazývá se somatopleura, druhý k entodermu a nazývá se splanchnopleura. Mezi nimi se nachází dutina, nazývaná coelom anebo célomová dutina.

## Biomechanika ontogeneze
V průběhu ontogeneze se mění také biomechanické vlastnosti organismů např. hmotnost, rozměry, objem i povrch těla organismů. Výzkumy v této oblasti jsou založeny na zoometrii, antropometrii, dendrometrii aj. vědách.

S ontogenezí také souvisí změny polohy těžiště těla a jeho segmentů.